# Église Saint-Olaf de Serampore
L’église Saint-Olaf (localement appelée simplement  ‘Danish Church’) est un édifice religieux anglican situé à Serampore, au nord de la ville de Calcutta, en Inde. Construite au début du XIXe siècle par les autorités danoises comme église officielle pour les services religieux de la colonie (alors appelée 'Frederiksnagore'), elle est aujourd’hui administrée par l’Église anglicane (Church of North India).

## Histoire
La Compagnie danoise des Indes orientales est en Inde depuis 1620, avec la fondation du comptoir de Tranquebar sur la côte de Coromandel en Inde du Sud. Tranquebar sera leur quartier général. Un comptoir est ouvert le long du fleuve Hooghly, en 1755, auquel est donné le nom de ‘Frederiksnagore’ (ville du (roi) Fréderic’).
A proximité d’autres comptoirs - anglais, hollandais, français, portugais - le comptoir danois se développe rapidement. Une centaine de bâtiments importants y sont construits entre 1755 et 1845. 
À partir de 1800 le colonel Ole (Olaf) Bie, gouverneur de Fredericksnagore, commence à rassembler des fonds pour la construction d’un lieu de culte luthérien.  Mort en 1805 il n’en verra pas l’achèvement. Mais, en son souvenir, l’église qui ouvre ses portes en 1806 sera dédiée à saint Olaf (roi de Norvège au XIe siècle).  William Carey, pasteur et missionnaire baptiste installé à Serampore, en dirige le premier office religieux. 
Lorsque le Danemark vend ses possessions indiennes à l’Angleterre, en 1845, l’église passe sous la juridiction du diocèse anglican de Calcutta. Elle est desservie par des chapelains venant de Calcutta ou du collège théologique de Serampore (le Serampore college).  L’Église luthérienne du Danemark continue à intervenir dans les frais d’entretien dans la mesure où la gestion de l’église est assurée par le collège théologique qui l’utilise pour ses services religieux. Une communauté chrétienne baptiste (Serampore-Johnnagar) s’y rassemble également.
Fermée en 2008 car en mauvais état, l’église est entièrement rénovée et rouverte au culte en 2016. Le projet réussi de rénovation - un partenariat entre le ‘Serampore College’ et le ‘National Museum of Danemark’ - est remarqué par l’UNESCO qui lui décerne un prix: le ‘Award of Distinction for Conservation’.

## Description
L’architecture n’a rien de particulier et emprunte davantage au style des églises contemporaines d’Angleterre qu’à celui de bâtiments religieux du Danemark. 
L’entrée se fait par un portique monumental soutenu par quatre paires de deux colonnes doriques jumelles. Le fronton du portique est frappé du monogramme de Christian VII, roi du Danemark au début du XIXe siècle. 
Un clocher de 25 mètres, avec horloge, surmonte le portique. Une cloche porte l’inscription ‘Frederiksvaerk 1804’, indiquant une origine danoise.